# Marrancos e Arcozelo
Marrancos e Arcozelo (oficialmente: União das Freguesias de Marrancos e Arcozelo) é uma freguesia portuguesa do município de Vila Verde, com 6,49 km² de área e 823 habitantes (censo de 2021). A sua densidade populacional é 126,8 hab./km².

## História
Foi constituída em 2013, no âmbito de uma reforma administrativa nacional, pela agregação das antigas freguesias de Marrancos e Arcozelo.

## Exploração mineira
Historicamente, Marrancos é um local marcado pela sua importância mineira dado as evidências de explorações romanas (trincheiras que acompanham a direcção das estruturas mineralizadas) tendo como principal objectivo a exploração do ouro (Au).
Mais tarde, já no século XX, possíveis mineralizações de Sn- W despertaram o interesse desta zona para a actividade extractiva, embora nunca tenha chegado a fase de exploração.
Nas décadas de 1980 e de 1990 foram realizadas campanhas de prospeção por entidades ligadas às geociências, sem que um potencial mineiro da zona de Marrancos fosse realmente estabelecido.

## Demografia
A população registada nos censos foi:
| Distribuição da População por Grupos Etários | Distribuição da População por Grupos Etários | Distribuição da População por Grupos Etários | Distribuição da População por Grupos Etários | Distribuição da População por Grupos Etários | Distribuição da População por Grupos Etários |
| -------------------------------------------- | -------------------------------------------- | -------------------------------------------- | -------------------------------------------- | -------------------------------------------- | -------------------------------------------- |
| Antes da agregação                           |                                              |                                              |                                              |                                              |                                              |
| Ano                                          | 0-14 anos                                    | 15-24 anos                                   | 25-64 anos                                   | >= 65 anos                                   | Total                                        |
| 2001                                         | 188                                          | 196                                          | 486                                          | 133                                          | 1003                                         |
| 2011                                         | 161                                          | 93                                           | 507                                          | 148                                          | 909                                          |
| Após a agregação                             |                                              |                                              |                                              |                                              |                                              |
| Ano                                          | 0-14 anos                                    | 15-24 anos                                   | 25-64 anos                                   | >= 65 anos                                   | Total                                        |
| 2021                                         | 90                                           | 92                                           | 420                                          | 221                                          | 823                                          |

## Património edificado
- Capela da Sra da Guia
- Avenida Principal (Marrancos)
- Igreja Paroquial de Marrancos
- Cruzeiro de Marrancos
- Igreja Paroquial de Arcozelo
- Cruzeiro de Arcozelo